# ...Tu sempre tu...
...Tu sempre tu..., pubblicato nel 1980, è un album discografico del musicista italiano Il Guardiano del Faro (Federico Monti Arduini)

## Tracce
Musiche di Federico Monti Arduini.
Lato A
1. Se tu mi vuoi (strumentale) – 4:48
2. Amico (strumentale) – 2:46
3. Ma ci pensi, io e te (strumentale) – 3:40
4. Segreto amore (strumentale) – 3:52

Lato B
1. ...Tu sempre tu... (strumentale) – 3:36
2. Chi più di te (strumentale) – 3:55
3. Cosa fai di questo amore (strumentale) – 4:16
4. Desiderio (strumentale) – 2:20

## Formazione
Federico Monti Arduini – tastiere, drum machine